# アントン・パウリク

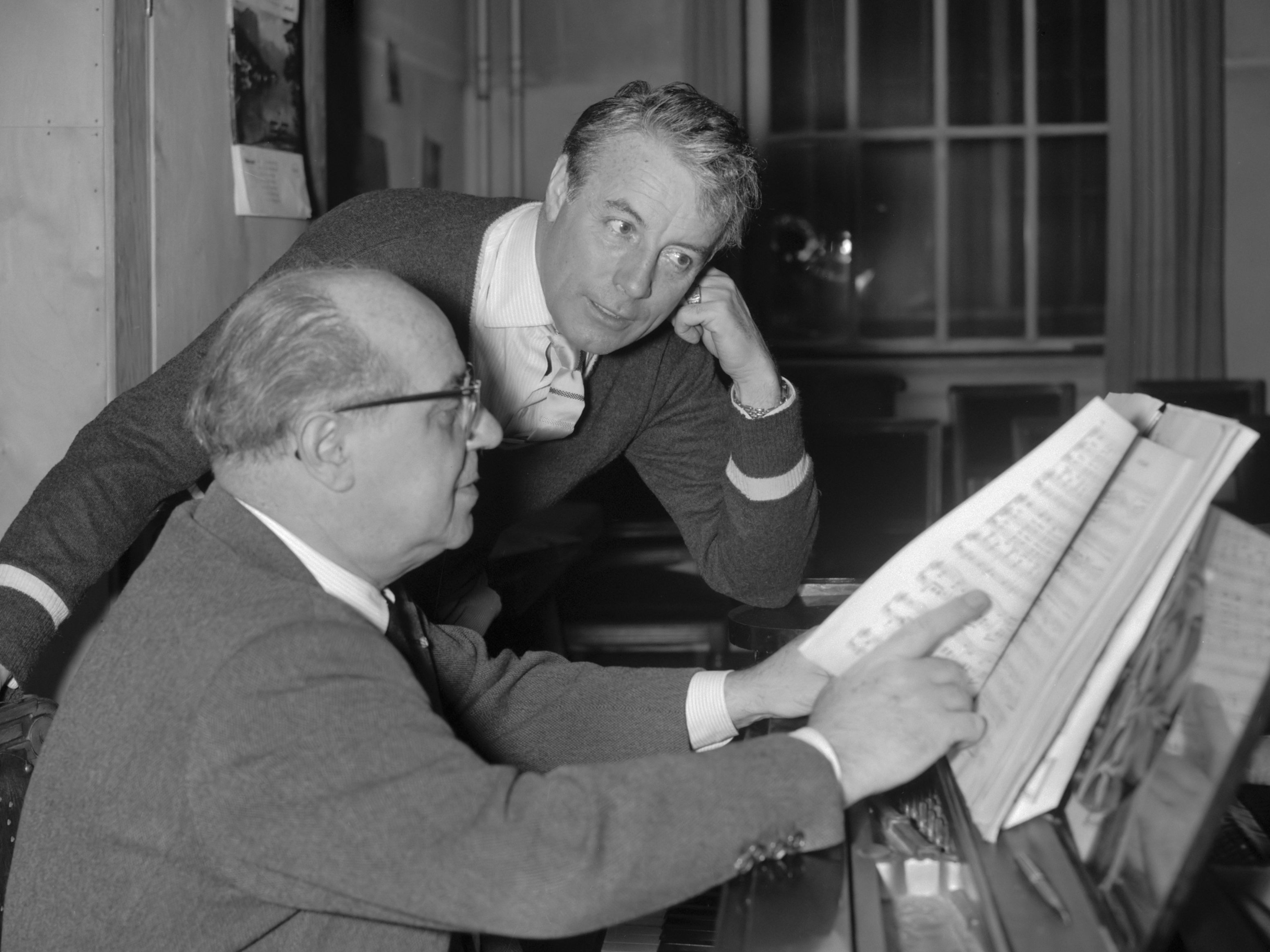
アントン・パウリク (1960)

アントン・パウリク（Anton Paulik, 1901年5月24日 - 1975年4月23日）は、オーストリア出身の指揮者。
オーストリア＝ハンガリー帝国領プレスブルクの生まれ。
当初は薬学を修めるも、音楽への情熱止みがたく、ブダペストとウィーンで音楽を学び直し、1921年から1938年までアン・デア・ウィーン劇場の指揮者を務めた。1924年には、エメリヒ・カールマンのオペレッタ《伯爵夫人マリッツァ》の初演を指揮している。
1939年から亡くなるまでウィーン・フォルクスオーパーのカペルマイスターを務めた。1946年にはブレゲンツ音楽祭を創設し、数々の湖上オペレッタの上演を指揮した(近年はオペレッタはメルビッシュ湖上音楽祭とかぶることもありイタリアオペラが多くなっている)。
1958年にはオーストリア共和国功労勲章、1971年には科学と芸術のための名誉十字勲章を受勲している。
ウィーンにて没。